# Air Mandalay
Air Mandalay is een Myanmarese luchtvaartmaatschappij met haar thuisbasis in Mandalay.

## Geschiedenis
Air Mandalay is opgericht in 1994 door Singapore's Techmat Holding.

## Vloot
De vloot van Air Mandalay bestaat uit:(december 2007)
- 3 ATR72-200
- 1 ATR42-300